# 3812 Lidaksum
3812 Lidaksum (1965 AK1) là một tiểu hành tinh vành đai chính được phát hiện ngày 11 tháng 1 năm 1965 bởi Đài thiên văn Tử Kim Sơn ở Nanking.